# Ореховское сельское поселение (Костромская область)
Оре́ховское се́льское поселение — муниципальное образование (сельское поселение) в Галичском районе Костромской области.
Административный центр — село Орехово.

## История
Ореховское сельское поселение образовано 30 декабря 2004 года в соответствии с Законом Костромской области № 237-ЗКО, установлены статус и границы муниципального образования.
22 июня 2010 года в соответствии с Законом Костромской области № 626-4-ЗКО в состав Ореховского сельского поселения были включены населенные пункты ликвидированного Костомского сельского поселения и часть населённых пунктов (деревни Боровское, Брюхово, Васильевское, Вознесенское, Елизаровское, Завал, Костино, Матвеевское, Ожегино, Польское, Языково и сёла Гришино, Покровское, Унорож, Чмутово) ликвидированного Унорожского сельского поселения.

## Население
| 2008  | 2010  | 2012  | 2013  | 2014  | 2015  | 2016  |
| ----- | ----- | ----- | ----- | ----- | ----- | ----- |
| 2847  | ↘2395 | ↘2280 | ↘2212 | ↘2120 | ↘2101 | ↘2084 |
| 2017  | 2018  | 2019  | 2020  | 2021  |       |       |
| ↘2060 | ↘2006 | ↘1940 | ↘1912 | ↘1727 |       |       |

## Состав
В состав сельского поселения входят 86 населённых пунктов:
До объединения сельских поселений в состав поселений входили:
В состав Ореховского сельского поселения:
- сёла: Орехово, Воскресенское, Ноля.
- деревни: Берёзово, Большое Никитино, Бородино, Валово, Водокачка, Выползово, Гавриловское, Гора, Григорово, Добрёна, Еремейцево, Жуково, Заводь, Завражье, Заря, Ивашково, Ихолово, Калинино, Княжево, Кожухово, Максимово, Малое Митино, Медвежье, Митино, Михалёво (ОКАТО 34208828029), Михалёво (ОКАТО 34208828030), Нарядово, Недерево, Некрасово, Новиково, Ольгово, Павлово, Папино, Парфеново, Подольское, Поляна, Починок Черкасский, Россолово, Рылово, Селехово, Сигонтино, Сохино, Фёдоровское, Цибушево, Щербинино.
- посёлки: Вёкса, Кучумовка, Россолово.
- посёлок при станции: Казарма 476 км.
- погост: Успенье.

В состав Костомского сельского поселения:
- село: Костома
- деревни: Барское, Выползово, Горки, Красново, Лягово, Лявлево, Ногино, Пономарёвское, Пундово, Радионово, Русаково, Станки, Фёдоровское.

Кроме того, из состава Унорожского сельского поселения были переданы:
- сёла: Гришино, Покровское, Унорож, Чмутово.
- деревни: Боровское, Брюхово, Васильевское, Вознесенское, Елизаровское, Завал, Костино, Матвеевское, Мякишево, Ожегино, Польское, Языково.

| №  | Населённый пункт   | Тип населённого пункта       | Население |
| -- | ------------------ | ---------------------------- | --------- |
| 1  | 476 км             | железнодорожная казарма      | →2        |
| 2  | Барское            | деревня                      | →31       |
| 3  | Берёзово           | деревня                      | →15       |
| 4  | Боровское          | деревня                      | →0        |
| 5  | Бородино           | деревня                      | ↘5        |
| 6  | Брюхово            | деревня                      | ↗14       |
| 7  | Валово             | деревня                      | →0        |
| 8  | Васильевское       | деревня                      | →4        |
| 9  | Вёкса              | посёлок                      | →19       |
| 10 | Водокачка          | деревня                      | →0        |
| 11 | Вознесенское       | село                         | →6        |
| 12 | Воскресенское      | село                         | ↗55       |
| 13 | Выползово          | деревня                      | ↘4        |
| 14 | Выползово          | деревня                      | ↘5        |
| 15 | Гавриловское       | деревня                      | →0        |
| 16 | Гора               | деревня                      | →5        |
| 17 | Горки              | деревня                      | ↘2        |
| 18 | Григорово          | деревня                      | ↘4        |
| 19 | Гришино            | село                         | →0        |
| 20 | Добрёна            | деревня                      | →1        |
| 21 | Елизаровское       | деревня                      | →0        |
| 22 | Еремейцево         | деревня                      | ↘20       |
| 23 | Жуково             | деревня                      | →3        |
| 24 | Завал              | деревня                      | →3        |
| 25 | Заводь             | деревня                      | →2        |
| 26 | Завражье           | деревня                      | ↗79       |
| 27 | Заря               | деревня                      | →3        |
| 28 | Ивашково           | деревня                      | →0        |
| 29 | Ихолово            | деревня                      | ↘8        |
| 30 | Калинино           | деревня                      | ↗7        |
| 31 | Княжево            | деревня                      | ↗5        |
| 32 | Кожухово           | деревня                      | ↗20       |
| 33 | Костино            | деревня                      | →0        |
| 34 | Костома            | село                         | ↘129      |
| 35 | Красново           | деревня                      | →0        |
| 36 | Кучумовка          | посёлок                      | ↗37       |
| 37 | Лявлево            | деревня                      | ↘7        |
| 38 | Лягово             | деревня                      | →0        |
| 39 | Максимово          | деревня                      | ↘4        |
| 40 | Малое Митино       | деревня                      | ↘1        |
| 41 | Матвеевское        | деревня                      | →4        |
| 42 | Медвежье           | деревня                      | →3        |
| 43 | Митино             | деревня                      | →0        |
| 44 | Михалёво           | деревня                      | ↗11       |
| 45 | Михалёво           | деревня                      | ↘11       |
| 46 | Мякишево           | деревня                      | →0        |
| 47 | Нарядово           | деревня                      | ↘10       |
| 48 | Недерево           | деревня                      | →1        |
| 49 | Некрасово          | деревня                      | →0        |
| 50 | Никитино Большое   | деревня                      | ↗7        |
| 51 | Новиково           | деревня                      | →2        |
| 52 | Ногино             | деревня                      | →0        |
| 53 | Ноля               | село                         | ↗11       |
| 54 | Ожегино            | деревня                      | →1        |
| 55 | Ольгово            | деревня                      | →7        |
| 56 | Орехово            | село, административный центр | ↘644      |
| 57 | Павлово            | деревня                      | →0        |
| 58 | Папино             | деревня                      | →0        |
| 59 | Парфёново          | деревня                      | →1        |
| 60 | Подольское         | деревня                      | ↘45       |
| 61 | Покровское         | село                         | →10       |
| 62 | Польское           | деревня                      | →1        |
| 63 | Поляна             | деревня                      | ↗7        |
| 64 | Пономарёвское      | деревня                      | →4        |
| 65 | Починок Черкасский | деревня                      | ↘2        |
| 66 | Пундово            | деревня                      | →2        |
| 67 | Радионово          | деревня                      | →6        |
| 68 | Репниково          | деревня                      | →0        |
| 69 | Рогачёво           | деревня                      | →0        |
| 70 | Россолово          | деревня                      | →1        |
| 71 | Россолово          | посёлок                      | ↘974      |
| 72 | Русаково           | деревня                      | →4        |
| 73 | Рылово             | деревня                      | ↘3        |
| 74 | Селехово           | деревня                      | ↘40       |
| 75 | Сигонтино          | деревня                      | →2        |
| 76 | Сохино             | деревня                      | →0        |
| 77 | Станки             | деревня                      | →0        |
| 78 | Унорож             | село                         | ↘202      |
| 79 | Успенье            | погост                       | →1        |
| 80 | Фёдоровское        | деревня                      | ↘0        |
| 81 | Фёдоровское        | деревня                      | ↗17       |
| 82 | Харпаево           | деревня                      | →0        |
| 83 | Цибушево           | деревня                      | →1        |
| 84 | Чмутово            | село                         | →5        |
| 85 | Щербинино          | деревня                      | ↘30       |
| 86 | Языково            | деревня                      | →0        |

## Достопримечательности
Близ села Унорож находится объект археологического наследия федерального значения «Городище у с. Унорож, VIII в. до н.э.- VII в. н.э.».